# باولو (لاعب كرة قدم برتغالي)
باولو هو لاعب كرة قدم برتغالي في مركز الوسط، ولد في 30 يناير 1985 في فونشال في البرتغال. شارك مع منتخب البرتغال تحت 18 سنة لكرة القدم ومنتخب البرتغال تحت 19 سنة لكرة القدم ومنتخب البرتغال تحت 20 سنة لكرة القدم. أما مع النوادي، فقد لعب مع جامعة كلوج وسي إس باندوري تارغو جيو وكونكورديا كياجنا ونادي أسترا جورجو ونادي أوتسيلول غالاتسي ونادي ماريتيمو.

## وصلات خارجية
- باولو (لاعب كرة قدم برتغالي) على موقع اتحاد تركيا (لاعب) (الإنجليزية)
- باولو (لاعب كرة قدم برتغالي) على موقع قاعدة بيانات كرة القدم.إي يو (الإنجليزية)
- باولو (لاعب كرة قدم برتغالي) على موقع Soccerway.com (الإنجليزية)
- باولو (لاعب كرة قدم برتغالي) على موقع AS.com (الإسبانية)